# Лобанов-Ростовский, Александр Яковлевич
Князь Александр Яковлевич Лобанов-Ростовский (19 июля 1788 — 26 ноября 1866) — известный в пушкинское время петербургский богач, увлекавшийся историей и коллекционированием. Сын крупного сановника Якова Лобанова-Ростовского, старший брат генерал-лейтенанта Алексея Яковлевича. Основатель Санкт-Петербургского Императорского яхт-клуба.
В центре русской столицы возвёл знаменитый дом напротив Исакиевского собора. Выстроил также новый усадебный дом в вяземской усадьбе Александрино.

## Карьера в армии
Представитель младшей линии рода Лобановых-Ростовских. Образование получил в престижном пансионе аббата Николя. В 1801 г. записан на службу в коллегию иностранных дел, в 1802-05 в качестве одного из «архивных юношей» приставлен к Московскому архиву. В 1806 г. определён в Кавалергардский полк с чином корнета. Он участвовал как в войне с французами в 1807 году, так и в последующей турецкой, где заслужил чин штабс-ротмистра, золотую шпагу и орден святого Владимира 4-й степени с бантом.
В Отечественной войне 1812 года князь Лобанов не принимал участие, но с 1813 г. командовал Полтавским казачьим полком, в 1815 г. перешёл в Изюмский гусарский полк, затем около года был в отставке. В 1817 году возобновил службу в лейб-гвардии Конном полку как флигель-адъютант князя П. М. Волконского. Через два года был переведён в лейб-гвардии Гусарский полк и произведён в полковники. Получив в марте 1828 года чин генерал-майора, принимал участие в военных действиях против турок, но уже в сентябре был уволен от службы по болезни.

## Увлечения
Наследник солидного состояния своих родителей, князь Лобанов в 1811 г. преумножил его браком с одной из самых богатых невест России, дочерью графа Ильи Андреевича Безбородко — Клеопатрой Ильиничной (1791—1840). Богатство позволяло Лобанову-Ростовскому жить открыто и пышно в его громадном доме на Адмиралтейском проспекте. После выхода в отставку он всецело отдался влечению к коллекционированию редких предметов, многие из которых оказались полезными в научном отношении.
Так, одно время он собирал всё, имевшее отношение к киевской княжне Анне Ярославне, ставшей королевой Франции, а потом заинтересовался Марией Стюарт. Он извлёк из архивов и напечатал три тома писем шотландской королевы и собрал сотни её портретов, которые завещал Эрмитажу, получившему и его собрание книг о Марии Стюарт.
К числу собраний Лобанова-Ростовского, имеющих научную ценность, принадлежит собрание книг по военному искусству и карт, переданное им в распоряжение Главного штаба, и коллекция портретов Павла I и его приближённых, пожертвованная Публичной библиотеке. Он имел у себя в доме каталоги всех картинных галерей Европы и большую коллекцию тростей и палок, принадлежавших разным историческим людям (перешла к графу Воронцову-Дашкову).
В 1821 году князь Лобанов издал в Париже перевод на русский язык Евангелия от Матфея и молитвы, читаемые при божественной литургии, под конец жизни — два сборника разнообразных меню на французском языке. Он был членом парижского Общества библиофилов и Русского географического общества.
В русской столице Лобанов-Ростовский приобрёл наибольшую известность как основатель и первый командор Императорского Российского яхт-клуба. Морским делом он занимался как любитель и имел свои яхты.

## Поздние годы
Из-за больших и не всегда обдуманных трат брак князя Лобанова-Ростовского, сначала счастливый, распался. Единственная дочь Анна умерла в младенчестве. Разойдясь с супругой, Лобанов-Ростовский в 1820-е гг. обосновался в Париже, где сумел приобрести расположение Карла X, сдавшего ему в наём охотничьи угодия в Фонтенбло.
Широкая жизнь и картёжные проигрыши наконец расстроили его состояние, заставив задуматься о продаже петербургского дворца. Не найдя покупателя, князь Лобанов задумал разыграть его в лотерею (по головинскому прецеденту) и выпустил миллион билетов (по рублю за билет), однако этому предприятию воспротивился сам император.
На склоне лет престарелый уже А. Я. Лобанов-Ростовский, вернувшись в Петербург, по-прежнему устраивал роскошные приёмы и пользовался большой любовью среди столичного общества. Потомства у него не было. Умер от инсульта, похоронен на Лазаревом кладбище Александро-Невской лавры.